# Gli eredi del vento
Gli eredi del vento è il primo romanzo di Michele Prisco. Venne pubblicato nel 1950. Lo stesso anno ha vinto il Premio Venezia per l'inedito.
È stato tradotto in francese, ceco, spagnolo e inglese.

## Trama
Da poco è finita la prima guerra mondiale e nel paesino di Leopardi arriva un nuovo maresciallo dei carabinieri: Nicola Mazzù. Egli comincia a indagare su una serie di furti e riesce a scoraggiare la crescente violenza nella zona. I suoi sospetti vanno a Luigino, giovane domestico, cresciuto con le cinque ragazze della famiglia Damiano. Ciò non piace affatto ai notabili del luogo.
In seguito la questione dei furti trova altre spiegazioni ma un attentato a Mazzù e la scomparsa di Luigino non rasserenano l'ambiente. Rifugiatosi presso una sua donna, Luigino ha contratto la rabbia per il morso di un cane e impazzisce. L'intervento di Mazzù e di una squadra di salvataggio porta alla morte del povero Luigino per mano del maresciallo.
Mazzù, cresciuto nella massima indigenza, intelligente ed ambizioso, pur rimproverandosi per aver ucciso Luigino, decide di dare la scalata della società del luogo che ha per lui ammirazione, ma (egli pensa) non lo accetta su un piano di parità. Attratto da Francesca Damiano, la più coraggiosa delle sorelle, determina di farla sua.
Ma, per una inesplicabile serie di coincidenze e di malintesi, Mazzù chiede la mano della primogenita, Antonietta. Dopo il matrimonio diventa l'amante di Francesca, della quale si considera innamorato. La storia termina drammaticamente con un incidente in cui Antonietta, caduta da una scala, muore e perde la creatura che stava aspettando. E i due amanti, per il momento si separano.
Rimasto in casa Damiano, Nicola Mazzù riprende i suoi rapporti con Francesca. Lei vorrebbe un matrimonio riparatore, però l'uomo, per uno scatto imprevedibile, sposa la seconda sorella, Nerina. Ne avrà un figlio, il piccolo Michele, ma anche Nerina passerà a miglior vita, dopo una polmonite.
Ora Nicola non può più esimersi dallo sposare Francesca, perché sembra che un fato avverso leghi indissolubilmente le donne della famiglia Damiano all'arrampicatore sociale. Egli ha già incamerato i beni delle due donne di cui è vedovo, ma vuole tutto e non ne fa mistero. Ne sortisce un matrimonio dei più infelici, dal quale Francesca sarà liberata solo dalla morte, per un cancro al seno.
Anche il padre delle "ragazze" se ne è andato, portando con sé un mai espresso senso di colpa, in quanto avrebbe potuto impediretutti i matrimoni, se avesse agito prima e non si fosse isolato con le figlie, non favorendo la vicinanza di eventuali corteggiatori. Il segreto del dottor Costantino Damiano rimane impenetrabile e muore con lui.
Le sorelle superstiti, Giovanna e Lisa, restano sole con Nicola e col nipotino che adorano. Giovanna sta perdendo l'udito ed è facile influenzarla, facendo leva sul suo isolamento e sulla naturale sospettosità. Così Nicola la irretisce e si fa sposare, mentre Lisa, consapevole da sempre che quell'uomo è stato la loro rovina, si mantiene ostile.
Ma ben presto Lisa scopre che la mente di Giovanna è alterata e che la sorella si vuole togliere la vita. Infatti, rimasta incinta, Giovanna viene a sapere che perderà del tutto l'udito e il grave sconvolgimento seguito al parto finisce col toglierle anche l'ultimo residuo di ragione. Convinta di assecondare il destino, di spianare la strada all'incolpevole Lisa, Giovanna si spara con l'arma di Nicola, che si era assentato.
Tornato a casa, ricco e riverito, padre di un ragazzino (Michele) e di una piccina (Francesca), Nicola sembra non avere nulla sulla coscienza. Sa di dover convivere con la cognata e sa di esserne odiato. Eppure Lisa dimostra di saper prendere in mano la situazione e il libro si conclude con la possibilità di un quinto matrimonio, non più alle condizioni di Nicola, ma a quelle di Lisa, madre adottiva dei suoi figli.

## Edizioni
- Michele Prisco, Gli eredi del vento, Milano, Rizzoli, 1950.